# Free Fire (película)
Free Fire (titulada Fuego gratuito en España y Fuego cruzado en Hispanoamérica) es una película británica de 2016 de los géneros de comedia y acción dirigida por Ben Wheatley, a partir de un guion de Wheatley y Amy Jump. Está protagonizada por Sharlto Copley, Armie Hammer, Brie Larson, Cillian Murphy, Jack Reynor, Babou Ceesay, Enzo Cilenti, Sam Riley, Michael Smiley y Noah Taylor.
La película tuvo su estreno mundial en el Festival Internacional de Cine de Toronto el 8 de septiembre de 2016, y también sirvió como cierre del Festival de Cine de Londres de 2016 el 16 de octubre. La película fue estrenada teatralmente en Reino Unido el 31 de marzo de 2017, por StudioCanal UK, y en Estados Unidos el 21 de abril de 2017, por A24.

## Argumento
Mientras conduce para encontrarse con los miembros de IRA Chris (Cillian Murphy) y Frank (Michael Smiley), Stevo (Sam Riley) le dice a Bernie (Enzo Cilenti) que el primo de una mujer que agredió fue golpeado el día anterior. El grupo se reúne afuera de un almacén de Boston con la intermediaria Justine (Brie Larson), y un representante, Ord (Armie Hammer), los lleva adentro. El grupo está allí para comprar armas del traficante de armas Vernon (Sharlto Copley) y sus asociados, Martin (Babou Ceesay), Harry (Jack Reynor) y Gordon (Noah Taylor). A pesar de las tensiones entre los dos grupos y el hecho de que Vernon suministró los rifles equivocados, las armas se descargan de una camioneta y el grupo de Chris entrega el dinero en un maletín.
Stevo se da cuenta de que Harry fue quien lo golpeó el día anterior, y se niega a acercarse a él, irritando a Frank. Harry finalmente se da cuenta y arremete contra Stevo, lo que aumenta las tensiones entre los grupos. Stevo aparentemente se disculpa, pero luego se jacta de lo que le hizo al primo de Harry. Enfurecido, Harry le dispara a Stevo en el hombro. Ambos grupos se separaron y comenzaron a dispararse el uno al otro. Martin, que sostenía el maletín, es rozado por una bala en la cabeza. El maletín ahora yace a la intemperie, con Vernon tratando de obligar a sus hombres a conseguirlo.
Bernie recibe un disparo en la espalda por Vernon y muere. Pronto, dos hombres con rifles comienzan a disparar a ambos grupos. Uno de ellos, Jimmy (Mark Monero), es asesinado, y el otro es reconocido por Ord como Howie (Patrick Bergin), quien explica que fue contratado para matar a todos y tomar el dinero. Antes de que Howie pueda revelar quién lo contrató, el grupo de Chris lo mata a tiros. Chris, defendiendo a Justine, solicita que el grupo de Vernon la deje ir. Gordon se arrastra detrás de ella, con la intención de matarla.
Mientras continúa el tiroteo, suena un teléfono en una de las oficinas. Al darse cuenta de que pueden pedir refuerzos, Chris envía al herido Frank a la oficina, perseguido por un Vernon herido. Gordon persigue a Justine hasta la entrada del almacén, pero ella logra matarlo. Cuando Chris, Ord, Stevo y Harry se involucran en otro tiroteo, Vernon es severamente quemado por una trampa colocada por Frank, pero lo mata cuando llega al teléfono.
Martin recupera la conciencia y comienza a disparar delirantemente a su propio grupo. Él revela que planeaba cruzar a Vernon y contrató a Howie y Jimmy para matar a los demás. Martin recibe el maletín, pero muere por sus heridas. Después de pasar Ord y Harry, Chris llega a la oficina y mata a Vernon. Usando el teléfono para llamar a sus asociados, Ord corta a Chris mientras Harry distrae a Stevo. Al regresar al almacén, Justine toma el rifle de Jimmy pero se desmaya.
Leary (Tom Davis), uno de los asociados de Chris, llega al almacén en busca de sus camaradas del IRA, pero Harry lo mata. Tomando el maletín, Harry intenta escapar en la camioneta, disparado por Stevo y Ord. Harry atropella a Stevo, matándolo, pero no antes de que Stevo lo mate a tiros. El fuego que Frank causó se extendió y los aspersores se encendieron. Agotados y sin balas, Ord y Chris acuerdan dejar de pelear, tomar el dinero e intentar escapar antes de la inevitable llegada de la policía.
Justine le dispara a Ord en la cabeza y a Chris en el estómago. Tumbado en el suelo, Chris le dice a Justine que lamenta no haberla conocido mejor cuando comienza a sucumbir a sus heridas, y Justine revela que ella estaba en el cruce con Martin. Mientras Justine cojea hacia la entrada del almacén con el dinero, el sonido de las sirenas se hace más fuerte. Cuando aparecen luces intermitentes rojas y azules debajo de la salida, Justine se da cuenta de que aunque sobrevivió, no escapará.

## Reparto
- Brie Larson como Justine.
- Cillian Murphy como Chris.
- Armie Hammer como Ord.
- Sharlto Copley como Vernon.
- Jack Reynor como Harry.
- Babou Ceesay como Martin.
- Enzo Cilenti como Bernie.
- Sam Riley como Stevo.
- Michael Smiley como Frank.
- Noah Taylor como Gordon.
- Patrick Bergin como Howie.
- Tom Davis como Leary.
- Mark Monero como Jimmy.

## Producción
En octubre de 2014, Olivia Wilde, Luke Evans, Armie Hammer, Cillian Murphy y Michael Smiley se unieron al elenco de la película, con Ben Wheatley listo para dirigir un guion que escribió con Amy Jump. Wheatley y Andy Starke produjeron bajo su estandarte de Rook Films, y Film4 Productions produjo y financió la película. En abril de 2015, Brie Larson reemplazó a Wilde, quien tuvo que abandonar el rodaje debido a un conflicto de horarios.

### Filmación
El rodaje principal de la película comenzó el 8 de junio de 2015 en Brighton, Sussex Oriental. La producción finalizó el 17 de julio de 2015.
La mayor parte de la película se rodó en la antigua sala de prensa del periódico The Argus en Hollingbury, Brighton. Las escenas del muelle se filmaron en el puerto de Shoreham.

## Lanzamiento
En febrero de 2015, se anunció que StudioCanal había adquirido los derechos de distribución de la película en el Reino Unido, mientras que Sony Pictures Worldwide Acquisitions había adquirido los derechos en Australia, Nueva Zelanda, América Latina, Escandinavia y España. En noviembre de 2015, se anunció que Alchemy había adquirido los derechos de distribución de la película en Estados Unidos. Sin embargo, el 10 de marzo de 2016, a raíz de los rumores de problemas financieros de Alchemy, la distribución de la película fue comprada por A24. La película tuvo su estreno mundial en el Festival Internacional de Cine de Toronto, y sirvió como la película de clausura del Festival de Cine de Londres el 16 de octubre de 2016. La película se estrenó en el Reino Unido el 31 de marzo de 2017, y en Estados Unidos el 21 de abril de 2017.

### Taquilla
A fecha del 27 de abril de 2017, Free Fire había recaudado 1.4 millones de dólares en Estados Unidos y Canadá y 1.2 millones de dólares en otros territorios, que totalizan 2.6 millones de dólares.
En Estados Unidos y Canadá, Free Fire abrió junto con The Promise, Born in China, Unforgettable y Los olvidados de Phoenix, y se proyectó que recaudaría alrededor de 3 millones de dólares en 1070 cines en su primer fin de semana. Sin embargo, terminó debutando a 994 430 dólares, terminando en el puesto 17 en la taquilla.

### Respuesta de la crítica
En el agregador de comentarios Rotten Tomatoes, Free Fire tiene un índice de aprobación del 69%, basado en 205 comentarios, con un promedio de 6.3/10. El consenso crítico del sitio web dice: «Free Fire apunta directamente a las emociones del género, y golpea a su objetivo repetidamente y con gran entusiasmo, aunque con algo menos que pura gracia cinematográfica». En Metacritic, que asigna un promedio ponderado a las reseñas, la película tiene una puntuación de 63 sobre 100, basada en 39 críticos, que indica "reseñas generalmente favorables".